# Csornai Premontrei Prépostság
Koordináták: é. sz. 47° 36′ 45″, k. h. 17° 15′ 01″47.612500°N 17.250278°E
A Csornai Premontrei Prépostság Csorna egyik legimpozánsabb épületegyüttese, a 85-ös főút mellett, a város szívében található. A ma is működő rendház és plébániatemplom mellett az épület ad otthont a Csornai Múzeum számára.

## Története
A 13. század elején épült prépostsági templom az 1242, 1401, 1561 évi tűzvészek során többször leégett. 1653-1675 között újból felépítették 1774-1786 között Haubt morva építész tervei szerint megkezdték a templom teljes helyreállítását. 1785-ben készült el a keleti oldalon ernelkedő torony, késő barokk stílusban. Az 1790-ben ismét leégett templom újjáépítése, melynek során 1804-ben a kórus alatt kiszélesedő résszel bővült, a rendház nyugati hornlokzatának elkészültével, 1808-ban fejeződött be. A toronysisak mai alakját 1834-ben nyerte el.

## Képek

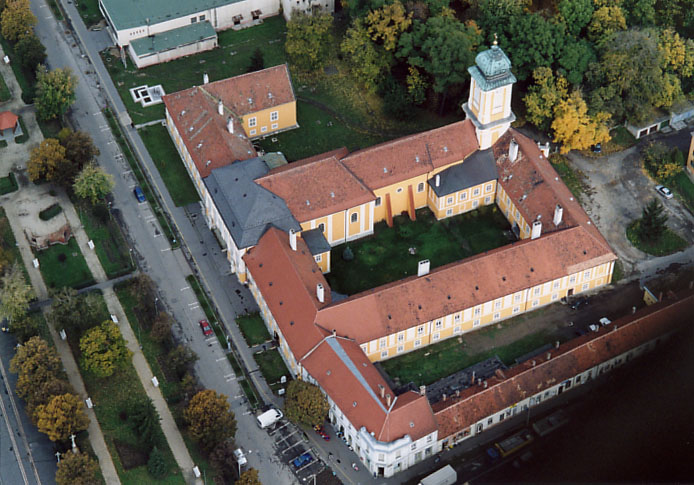
Az épületegyüttes légifotója
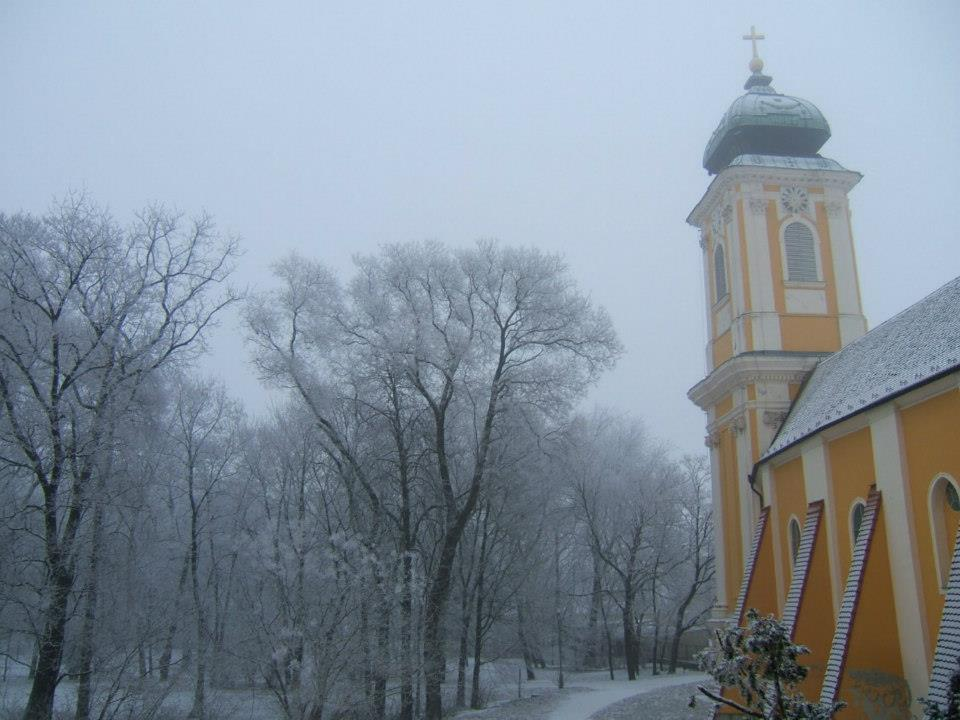
A templom és a Premontrei park télen
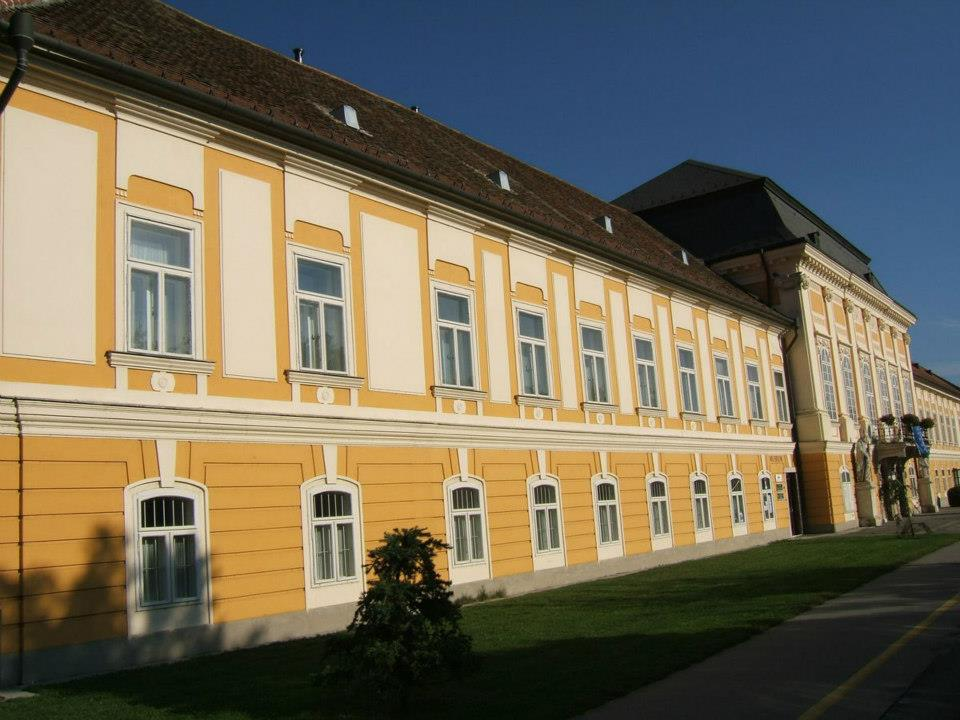
Az épülete északi szárnyában működik a Csornai Múzeum
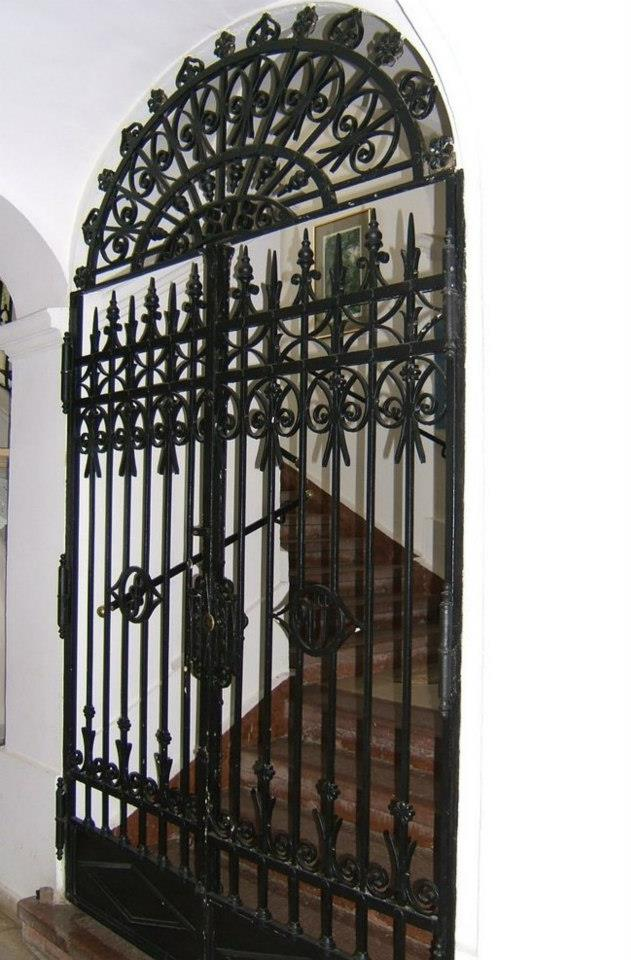
A Prépostlépcső kovácsoltvas kapuja Simon Vince prépost monogramjával és az 1878-as évszámmal
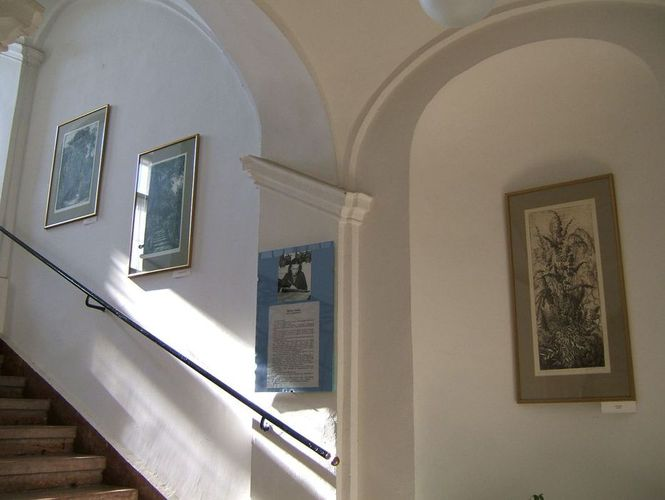
A Prépostlépcső Hertay Mária grafikusművész rézmetszeteivel (Csornai Múzeum)
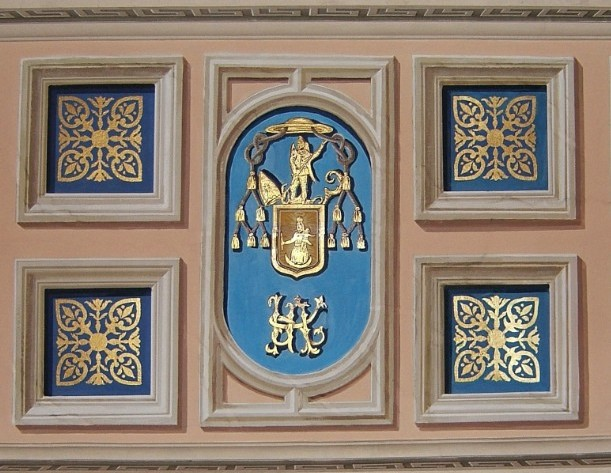
A könyvtárterem festett kazettás mennyezetének részlete Kunc Adolf prépost címerével